# Isabel de Herédia
Isabel de Herédia ou Isabel de Bragança (Isabel Inês de Castro Curvello de Herédia de Bragança, Lisboa, 22 de novembro de 1966) é a esposa de Duarte Pio de Bragança, sendo pretendente ao título de Duquesa consorte de Bragança. Usa ainda o título de grã-mestre da Ordem da Rainha Santa Isabel.

## Família
É filha do arquiteto Jorge de Herédia (bisneto de Francisco Correia de Herédia Júnior, 1.º Visconde da Ribeira Brava, reconhecido conspirador do regicídio de 1908 que vitimou o rei D. Carlos I de Portugal e D. Luís Filipe de Bragança, o Príncipe Real de Portugal) e de Raquel Leonor Pinheiro Curvello (Fronteira, 21 de junho de 1935), bem como prima-irmã de Manuel Caldeira Cabral, antigo Ministro da Economia de Portugal.

## Educação e carreira profissional
Depois da infância passada entre Portugal e Angola, acompanhou a família quando esta emigrou para o Brasil. Realizou os estudos secundários no Colégio São Luís, em São Paulo, prosseguindo uma licenciatura em Administração de Empresas na Pontifícia Universidade Católica de São Paulo. Terminado o curso, em 1990, regressou a Portugal e iniciou a sua atividade profissional numa empresa financeira, a BMF - Sociedade de Gestão de Patrimónios, S.A., onde esteve até 1995.

## Filhos
Do casamento com Duarte Pio de Bragança teve três filhos:
- Afonso de Santa Maria de Herédia de Bragança (Lisboa, 25 de março de 1996 –), pretendente aos títulos de Príncipe da Beira e de Duque de Barcelos.
- Maria Francisca Isabel de Herédia de Bragança (Lisboa, 3 de março de 1997 –), pretendente aos títulos de Infanta de Portugal e de Duquesa de Coimbra.
- Dinis de Santa Maria de Herédia de Bragança (Lisboa, 25 de novembro de 1999 –), pretendente aos títulos de Infante de Portugal e de Duque do Porto.

## Projectos pessoais
Desde 1995, patrocina diversas instituições de caridade, especialmente as ligadas à ajuda e apoio a crianças desfavorecidas ou com problemas de saúde (especialmente síndrome de Down).
Em 2012, D. Isabel foi entronizada pela Confraria Gastronómica do Pão-de-Ló Tradicional. Como confrade, ela "assumiu (…) a responsabilidade de incentivar o consumo e o fabrico do pão-de-ló tradicional".
Como grã-mestra da Ordem da Rainha Santa Isabel, ela confere a ordem de Santa Isabel a mulheres ligadas à nobreza e realeza que se distingam por trabalho filantrópico. Por exemplo, em 2012, na Catedral Católica portuguesa de Roma, em Itália, ela conferiu a ordem a: Grã-duquesa Maria Teresa de Luxemburgo, a Princesa Herdeira Margarita da Roménia, a Princesa Margaretha de Liechtenstein, Princesa Christine de Orleans e Bragança (nascida Princesa de Ligne, esposa do Príncipe Antonio de Orleans e Bragança) e Princesa Eleanora de Ligne (nascida Princesa de Orleans e Bragança e Wittelsbach, esposa de Michel, 14.º Príncipe de Ligne).

## Condecorações
- Medalha Memorial da Árvore da Paz. Prémio internacional da paz concedido pela organização não governamental eslovaca Servare et Manere.[3]